# یونس پارسابناب
یونس پارسابُناب (۱۳۱۶ در تبریز - ۲۸ آذر ۱۴۰۲ در واشینگتن) نویسنده، تاریخ‌نگار، فعال سیاسی و روزنامه‌نگار چپ اهل ایران است. پارسابناب در کنفدراسیون جهانی محصلین و دانشجویان ایرانی-اتحادیه ملی عضویت داشته و عضو هیئت رهبری حزب رنجبران ایران و اتحاد چپ ایرانیان در خارج از کشور بود. او تا پایان عمر در واشینگتن در ایالات متحده آمریکا زندگی می‌کرد و در ۲۸ آذر ماه ۱۴۰۲ در بیمارستانی در آن شهر در سن ۸۶ سالگی درگذشت.

## زندگی
یونس پارسابناب در سال ۱۳۱۶ در تبریز به دنیا آمد. او در همین شهر به تحصیل پرداخت و از دبیرستان امیرخیزی تبریز دیپلم گرفت. پارسابناب برای ادامهٔ تحصیل به آمریکا رفت و در دانشگاه هاوارد به تحصیل در رشتهٔ علوم سیاسی پرداخت. او تحصیلات خود را در هاوارد در مقطع کارشناسی ارشد در رشتهٔ تاریخ ادامه داد. پس از دانش‌آموختگی از هاروارد به دانشگاه کاتولیک آمریکا رفت و در آنجا در مقطع دکترا به تحصیل در رشتهٔ علوم سیاسی، تاریخ و امور بین‌الملل پرداخت و نهایتاً در سال ۱۹۷۴ ا این دانشگاه در مقطع دکترا دانش‌آموخته شد.
یونس پارسابنای در سال‌های تحصیل در آمریکا به فعالیت سیاسی پرداخت و از بنیانگذاران کنفدراسیون جهانی دانشجویان ایرانی در آمریکا بود. او طی سال‌های ۱۹۶۳ تا ۱۹۶۸ در چارچوب کنفدراسیون به فعالیت علیه حکومت پهلوی پرداخت. پارسابناب در چارچوب فعالیت‌های کنفدراسیون فعالیت مطبوعاتی هم می‌کرد. او طی سال‌های ۱۹۷۵ تا ۱۹۸۰ با نشریهٔ ترکی‌زبان ستارخان بایراغی (به فارسی: پرچم ستارخان) به همکاری پرداخت که در آن زمان ارگان کمیتهٔ ملیت‌های کنفدراسیون جهانی دانشجویان ایرانی به‌شمار می‌آمد. پارسابناب فعالیت خود را در مطبوعات دیگر نیز ادامه داد و مدتی سردبیر نشریهٔ ریپه بود که به زبان انگلیسی در واشینگتن منتشر می‌شد. او علاوه بر این در نشریات فارسی‌زبانی مانند میزگرد چاپ کلن، ایرانیان چاپ واشینگتن، راه کارگر چاپ پاریس و لندن و شهروند چاپ تورنتو و دالاس مطالبی منتشر کرده است. وی همچنین با نشریات اینترنتی فارسی‌زبان مانند روشنگر، مجله هفته، عصر نو، گزارشگر، اشتراک و … به همکاری پرداخته است.
یونس پارسابناب فعالیت سیاسی خود را با حزب رنجبران ایران ادامه داد و از مسئولان سیاسی و هیئت تحریریه فعلی این حزب به‌شمار می‌آمد. . همچنین از اعضای اتحاد چپ ایرانیان در واشینگتن و حومه به‌شمار می‌رود.

## فعالیت دانشگاهی
یونس پارسا بناب از سال ۱۹۷۲ در دانشگاه استرایر در واشینگتن در رشتهٔ علوم سیاسی و جامعه‌شناسی سیاسی به تدریس پرداخته است. او همچنین طی سال‌های ۱۹۸۶ تا ۲۰۰۰ رئیس هیئت علمی این دانشگاه بوده است.

## آثار
- پ‍ارس‍اب‍ن‍اب، ی‍ون‍س، آذرب‍ای‍ج‍ان در ت‍اری‍خ م‍ب‍ارزات م‍ردم ای‍ران‌، واش‍ن‍گ‍ت‍ن: ص‍م‍د، ۱۳۶۰.
- پارس‍اب‍ن‍اب، ی‍ون‍س، ت‍اری‍خ س‍ی‍اس‍ی ارت‍ش ای‍ران‌، واش‍ن‍گ‍ت‍ن: آذر، ۱۹۸۵م. = ۱۳۶۳.
- پ‍ارس‍اب‍ن‍اب، ی‍ون‍س، ت‍ک‍ام‍ل م‍ارک‍س‍ی‍س‍م در س‍ه ان‍ت‍رن‍اس‍ی‍ون‍ال: ۱۹۴۳–۱۸۴۸، واش‍ن‍گ‍ت‍ن: ص‍م‍د، ۱۹۸۳م. = ۱۳۶۲.
- پ‍ارس‍اب‍ن‍اب، ی‍ون‍س، م‍ح‍ی‍ط س‍ی‍اس‍ی و زن‍دگ‍ی م‍ی‍رزا ع‍ل‍ی م‍ع‍ج‍ز ش‍ب‍س‍ت‍ری‌، واشینگتن: آذر، ۱۳۶۰؛ ک‍ل‍ن: چ‍اپ‍خ‍ان‍ه م‍رت‍ض‍وی، ۱۹۸۷م. = ۱۳۶۶.
- پارس‍اب‍ن‍اب، ی‍ون‍س، م‍س‍أل‍هٔ م‍ل‍ی و ه‍وی‍ت م‍ل‍ی‍ت‌ه‍ا در ای‍ران‌، واش‍ن‍گ‍ت‍ن: ۱۹۹۰م. = ۱۳۶۹.
- پارس‍اب‍ن‍اب، ی‍ون‍س، تاریخ صد ساله احزاب و سازمان‌های سیاسی ایران (۱۲۸۴–۱۳۸۴)، ۲ جلد، واشینگتن: انتشارات راوندی‏‫، ۲۰۰۴م. ‏‫= ۱۳۸۳.
- پارس‍اب‍ن‍اب، ی‍ون‍س، صدای گوشخراش پان ایرانیسم.
- پارس‍اب‍ن‍اب، ی‍ون‍س، جهان در عصر تشدید جهانی شدن سرمایه، مجموعه مقالات سال‌های ۱۹۹۱ تا ۲۰۰۹.

- Parsa Benab, younes. The Soviet Union and Britain in Iran 1917-1927: A case study of the domestic impact of east - west rivalry, Dissertation ‫Polictical Science, Washington D.C: The Catholic University of America: ‏(.Ph.D‏)